# Selegas
Selegas ist eine italienische Gemeinde in der Metropolitanstadt Cagliari in der Region Sardinien mit 1278 Einwohnern (Stand 31. Dezember 2023).
Die Gemeinde liegt etwa 40 km nördlich von Cagliari und umfasst ein Gebiet von 20,5 km². Die Nachbargemeinden sind Gesico, Guamaggiore, Ortacesus, Senorbì und Suelli.